# Elizabeth Bowes-Lyon
Elizabeth Angela Marguerite Bowes-Lyon (Hitchin o Londra, 4 agosto 1900 – Windsor, 30 marzo 2002), moglie di re Giorgio VI, fu regina consorte del Regno Unito dal 1936 al 1952, ultima regina consorte d'Irlanda e imperatrice consorte d'India. Era la madre della regina Elisabetta II e della principessa Margaret e la nonna del re Carlo III.
Dal 6 febbraio 1952 alla morte il suo titolo ufficiale fu Her Majesty Queen Elizabeth, The Queen Mother (Sua Maestà la Regina Elisabetta, la Regina Madre) per evitare confusione con la figlia, sua omonima. Durante il regno del marito Giorgio VI, Elizabeth Bowes-Lyon divenne nota per il suo ruolo di supporto morale al popolo durante la Seconda guerra mondiale.
Per tutta la vita fu uno dei membri più popolari e amati della famiglia reale. Si mantenne attiva nella vita pubblica fino a tarda età e quando morì nel 2002, all'età di quasi 102 anni, era il membro più longevo della famiglia reale britannica.

## Biografia

### Infanzia e giovinezza
Elizabeth Bowes-Lyon era la nona di dieci figli di Claude Bowes-Lyon, XIV Conte di Strathmore e Kinghorne e di Cecilia Cavendish-Bentinck, la quale era discendente del primo ministro britannico William Henry Cavendish-Bentinck, III duca di Portland e del Governatore generale dell'India Richard Wellesley, che era a sua volta fratello minore di un altro primo ministro inglese, Arthur Wellesley, I duca di Wellington.
Il luogo esatto della sua nascita è tuttora sconosciuto, ma si reputa che sia nata nella casa paterna di Londra a Belgrave Mansions, Grosvenor Gardens, o su di un'ambulanza diretta verso l'ospedale londinese. La sua nascita venne registrata a Hitchin, Hertfordshire, presso la casa di campagna Strathmore, St Paul's Walden Bury. Venne battezzata il 23 settembre 1900 nella locale chiesa parrocchiale.
Elisabetta trascorse gran parte della sua giovinezza a St Paul's Walden e al Castello di Glamis, l'antica casa di famiglia presso Glamis, Angus, Scozia. Educata da una governante fino a 8 anni, fu una valente sportiva amante dell'aria aperta. Dall'anno successivo frequentò l'Italia e in particolare Bordighera presso Villa Etelinda, acquistata dal nonno, Claude Bowes-Lyon, XIII conte di Strathmore e Kinghorne, fino al 1914, quando venne venduta alla regina Margherita di Savoia. Quando incominciò la frequentazione della scuola a Londra, stupì i suoi insegnanti con un precoce apprendimento del greco, del quale apprezzava in particolare l'Anabasi di Senofonte. Le sue materie preferite rimanevano a ogni modo letteratura e scrittura. Dopo un breve ritorno all'educazione privata con una governante di origine tedesca, sostenne l'Oxford Local Examination, con distinzione, all'età di 13 anni.
Al suo quattordicesimo compleanno l'Inghilterra dichiarò guerra alla Germania. Suo fratello maggiore, Fergus, ufficiale del reggimento Black Watch, venne ucciso in Francia nella battaglia di Loos nel 1915. Un altro fratello, Michael, venne dichiarato disperso in una missione nel maggio del 1917. Il vecchio castello di Glamis divenne una casa per convalescenti di guerra, che la stessa Elisabetta aiutò a condurre con successo.

### Fidanzamento e matrimonio
Il principe Albert, duca di York, era il secondo figlio del re Giorgio V d'Inghilterra. Inizialmente avanzò le proprie proposte a Elisabetta nel 1921, ma lei rifiutò ritenendo di essere inadatta al ruolo di Duchessa. Nel febbraio dell'anno successivo, Elisabetta partecipò come damigella d'onore al matrimonio della sorella di Alberto, la principessa Mary, con Henry Lascelles, VI conte di Harewood. Un mese dopo, il Duca di York chiese nuovamente la sua mano, ma lei rifiutò ancora una volta: «Mai... ho paura di non potere essere libera di pensare, parlare e agire come vorrei davvero». Quando il Principe, però, disse che non avrebbe sposato nessun'altra, sua madre, la regina Mary si recò in visita a Glamis per vedere con i suoi occhi la ragazza che aveva rubato il cuore di suo figlio e, pur rifiutandosi di interferire nella loro relazione, si convinse che Elisabetta sarebbe stata la donna ideale per suo figlio.

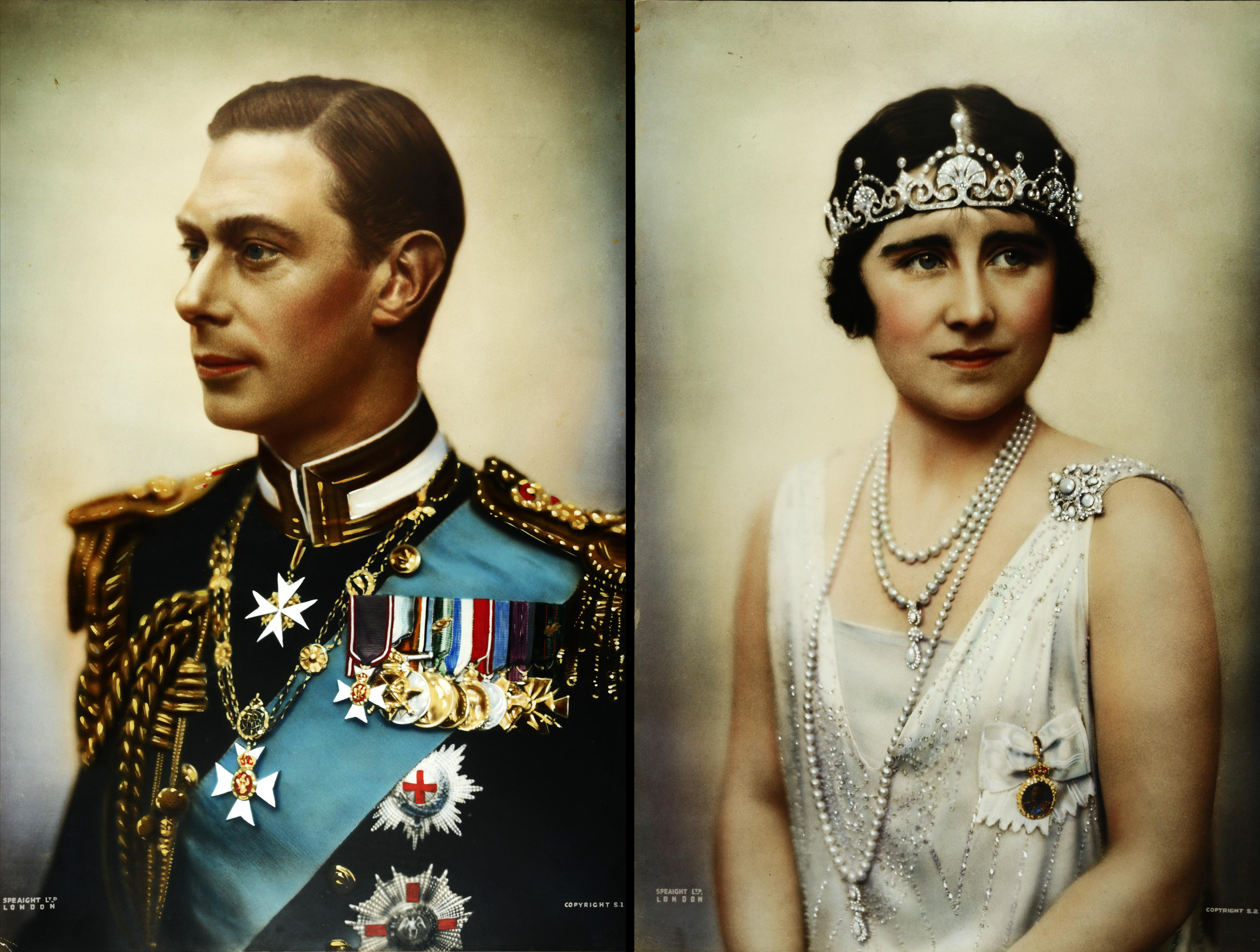
I Duchi di York nel 1925

Elisabetta, a questo punto, non poté che acconsentire con gioia al matrimonio, malgrado le sue perplessità sulla restrittiva vita di corte. Il fidanzamento venne ufficialmente annunciato nel gennaio del 1923. Questo matrimonio tra un principe della casata reale inglese e una nobildonna non di alto rango, venne considerato anche un segno di modernizzazione del paese (in precedenza i principi reali potevano sposarsi unicamente con altre principesse di sangue reale di altre monarchie europee). Il matrimonio fu celebrato il 26 aprile 1923, nell'Abbazia di Westminster. La neo-fondata British Broadcasting Company trasmise l'evento in diretta via radio, ma il capitolo della cattedrale era contrario, anche se il decano Herbert Edward Ryle era favorevole all'idea. Elisabetta volle lasciare simbolicamente il proprio bouquet sulla tomba del Milite Ignoto durante il proprio percorso nell'Abbazia, gesto che le valse il compiacimento del popolo inglese, e che da allora è diventato una tradizione dei matrimoni reali. Lady Elizabeth ottenne il titolo di altezza reale e quello di duchessa di York dopo il matrimonio, anche se la sua unione venne considerata fortemente innovativa per l'epoca, e segno di un forte cambiamento in atto nelle dinastie europee.
Il Duca e la Duchessa di York ebbero due figlie, Elisabetta (detta "Lilibet"), che succederà a Giorgio VI, e la principessa Margaret, contessa di Snowdon. I duchi di York e la loro famiglia conducevano un'esistenza piuttosto appartata nella loro residenza londinese, al 145 di Piccadilly. Uno dei primi meriti che giunse al principe Alberto fu quello di essere nominato governatore generale del Canada su proposta del primo ministro canadese Richard Bedford Bennett, ma egli rifiutò nel 1931 su consiglio dei ministri di Stato.
La Duchessa di York divenne la vera tutrice del principe Alberto, aiutandolo nella composizione dei suoi documenti ufficiali, facendogli conoscere anche Lionel Logue, esperto di logopedia di origine australiana. Il duca praticava sovente esercizi di respirazione per migliorare il suo eloquio ed eliminare la balbuzie di cui soffriva. Come risultato, il duca si mise alla prova nel 1927 con il tradizionale discorso d'apertura del parlamento federale australiano, che fu un successo e permise al principe di parlare con solo una piccola esitazione emotiva.

### Regina del Regno Unito

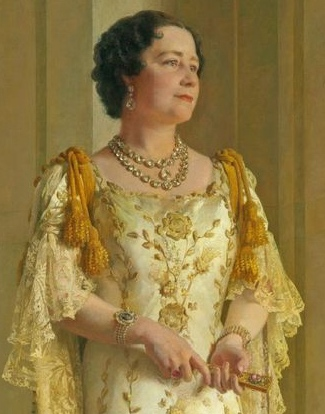
La regina Elisabetta in un ritratto ufficiale

Alla morte di Giorgio V, a gennaio del 1936, divenne re Edoardo VIII, primogenito del defunto monarca e della regina consorte Maria di Teck. Edoardo VIII non era sposato, e non appena salito al trono manifestò l'intenzione di convolare a nozze con l'americana Wallis Simpson, la quale aveva già divorziato dal primo marito e stava divorziando dal secondo. Dopo qualche mese di dibattiti e discussioni con il Parlamento, posto di fronte all'impossibilità di mantenere la corona e al contempo sposare la signora Simpson e con il regno sull'orlo di una crisi costituzionale, Edoardo VIII abdicò, primo monarca britannico a rinunciare volontariamente alla corona. Il fratello di lui Alberto di York, primo in linea di successione poiché Edoardo VIII non aveva ancora avuto figli, divenne dunque re scegliendo quale nome Giorgio VI, in onore del padre.
Elisabetta si trovò così di colpo a ricoprire il ruolo di regina consorte e madre dell'erede presuntiva al trono del Regno Unito.

### Tour reale in Canada e negli Stati Uniti del 1939

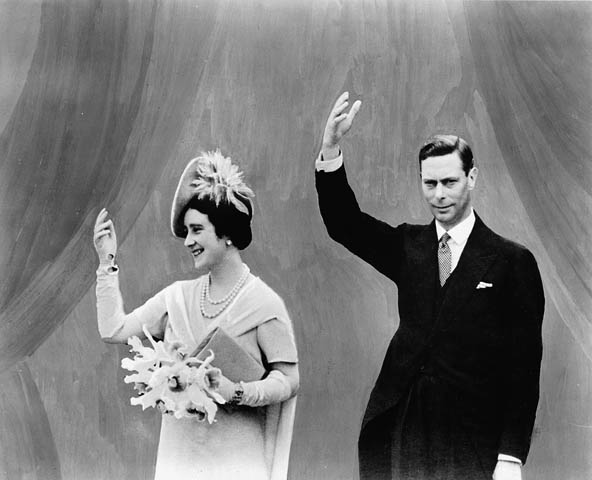
Re Giorgio VI e la regina Elisabetta in visita al Canadian Pavilion nella World's Fair di New York City.

Nel giugno del 1939, il marito di Elisabetta, Giorgio VI, fu il primo re del Canada a compiere un tour nel Paese e negli Stati Uniti. Secondo storici come Gustave Lanctot, Giorgio VI avrebbe voluto con questo gesto sancire l'indipendenza formale del Canada all'interno del Commonwealth. Durante il tour negli Stati Uniti, la coppia reale venne accompagnata dal primo ministro canadese William Lyon Mackenzie King, oltre che dal primo ministro inglese, in modo da rafforzare i legami tra i due paesi.
Negli Stati Uniti incontrarono Franklin D. Roosevelt nella Casa Bianca e nella Hudson Valley dove il presidente aveva la propria abitazione privata. Il risultato di questa operazione di immagine fu immediato ed ebbe un effetto molto positivo sulla vicinanza politica dei tre paesi, contribuendo ad appianare gli antichi dissidi indipendentisti americani nei confronti dell'Inghilterra, e al contempo propose in maniera decisa Giorgio VI nel ruolo di nuovo re dopo l'improvvisa rinuncia di Edoardo VIII.

### Seconda guerra mondiale

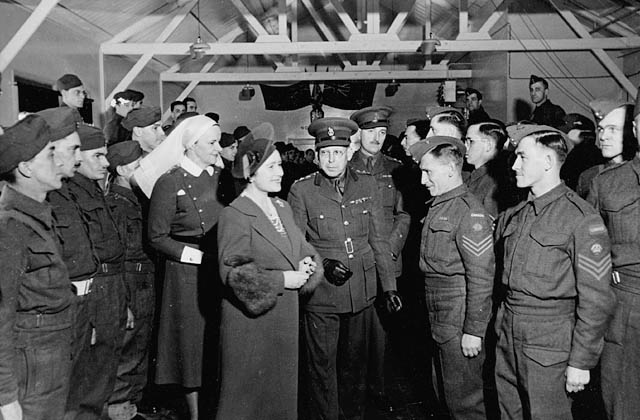
La regina Elisabetta in visita nel 1941 al Canadian General Hospital n. 15, allestito presso Bramshott, in Inghilterra.

Durante la Seconda guerra mondiale, il re e la regina divennero i veri e propri simboli viventi della resistenza nazionale. Poco dopo la dichiarazione di guerra, venne fondata per opera della regina la corporazione inglese della Croce Rossa con la quale collaborarono cinquanta artisti che realizzarono un libro da vendersi in sostegno delle operazioni di assistenza sul campo. Elisabetta, in accordo con il marito, si rifiutò pubblicamente di lasciare Londra o di inviare le proprie figlie in Canada, anche durante le incursioni aeree tedesche, malgrado il parere del Gabinetto di Stato.

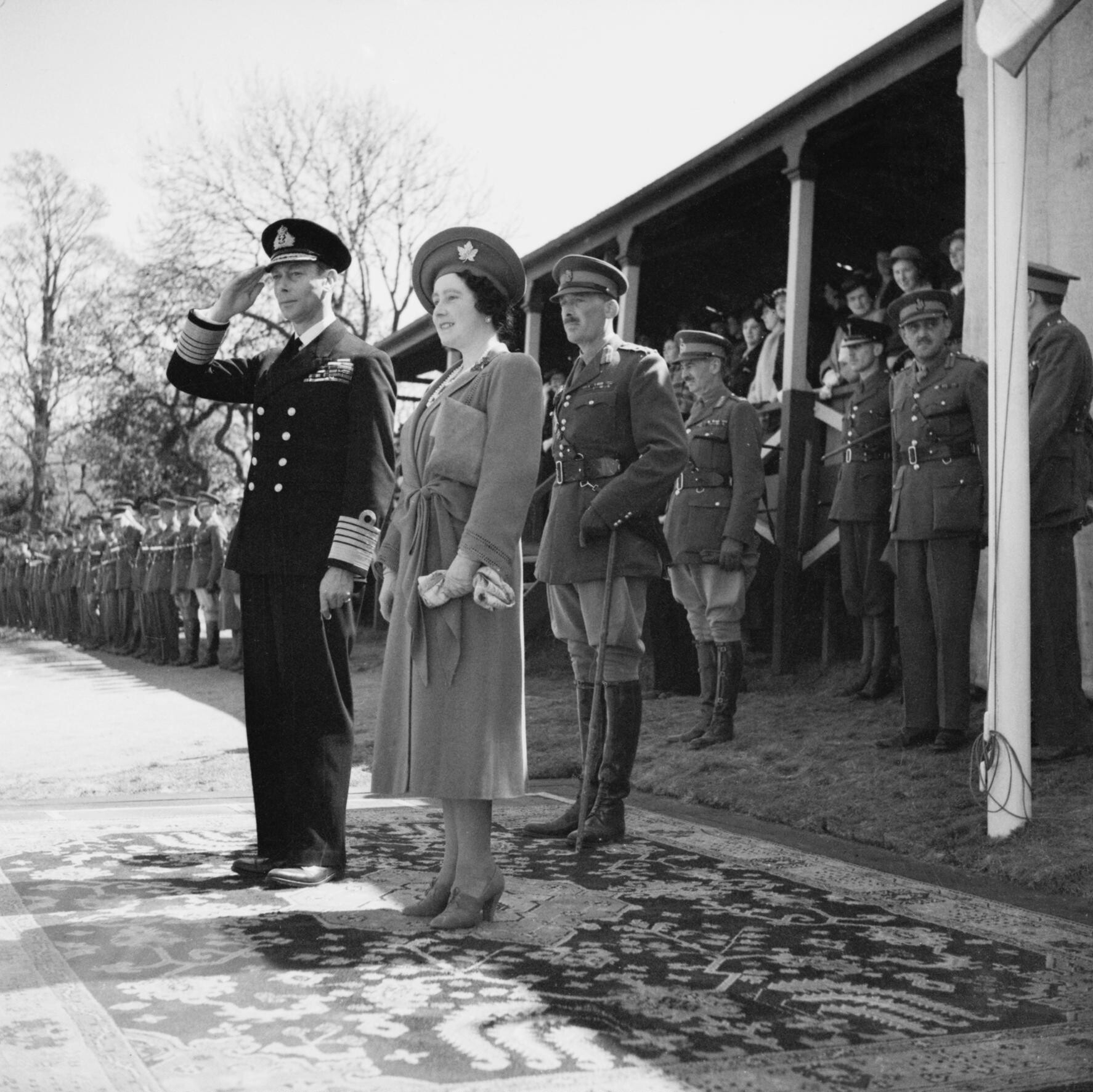
Giorgio VI del Regno Unito e la regina Elisabetta nel 1942

In questo periodo si preoccupò anche di visitare quelle aree di Londra che erano state colpite dai bombardamenti della Luftwaffe, in particolare la East End, e la zona portuale dei docks. Inizialmente la sua visita provocò ostilità da parte della popolazione, che addirittura le gettò della spazzatura addosso, in segno di disprezzo verso la sua abitudine di indossare vestiti costosi mentre la povera gente soffriva i patimenti della guerra. Lei però spiegò che i colori dei suoi vestiti erano i colori allegri della pace che sarebbe venuta e che non avrebbe mai indossato il nero, perché l'Inghilterra e gli inglesi non erano ancora pronti a dichiararsi in lutto per una guerra vittoriosa. Quando lo stesso Buckingham Palace venne colpito da alcuni bombardamenti Elisabetta si rifiutò di lasciare la residenza reale. È rimasta storica una sua dichiarazione, nella quale affermò: "Le bambine non potrebbero andare senza di me, io non me ne andrei senza il Re, e il Re non se ne andrà mai."
Per stringenti ragioni di sicurezza, però, la residenza ufficiale della coppia reale divenne il Castello di Windsor, a circa 35 km dal centro di Londra.
Per il suo effetto positivo sul morale della popolazione inglese, si dice che Adolf Hitler l'abbia definita "la donna più pericolosa d'Europa". Prima della guerra lei e il marito, assieme al primo ministro Neville Chamberlain, si erano dimostrati assolutamente contrari allo scoppio della guerra, dopo i disastri provocati dal primo scontro mondiale. Dopo le dimissioni di Chamberlain, il Re chiese a Winston Churchill di formare un nuovo governo per guidare il regno durante l'ardua lotta, conclusasi positivamente.

### Regina madre

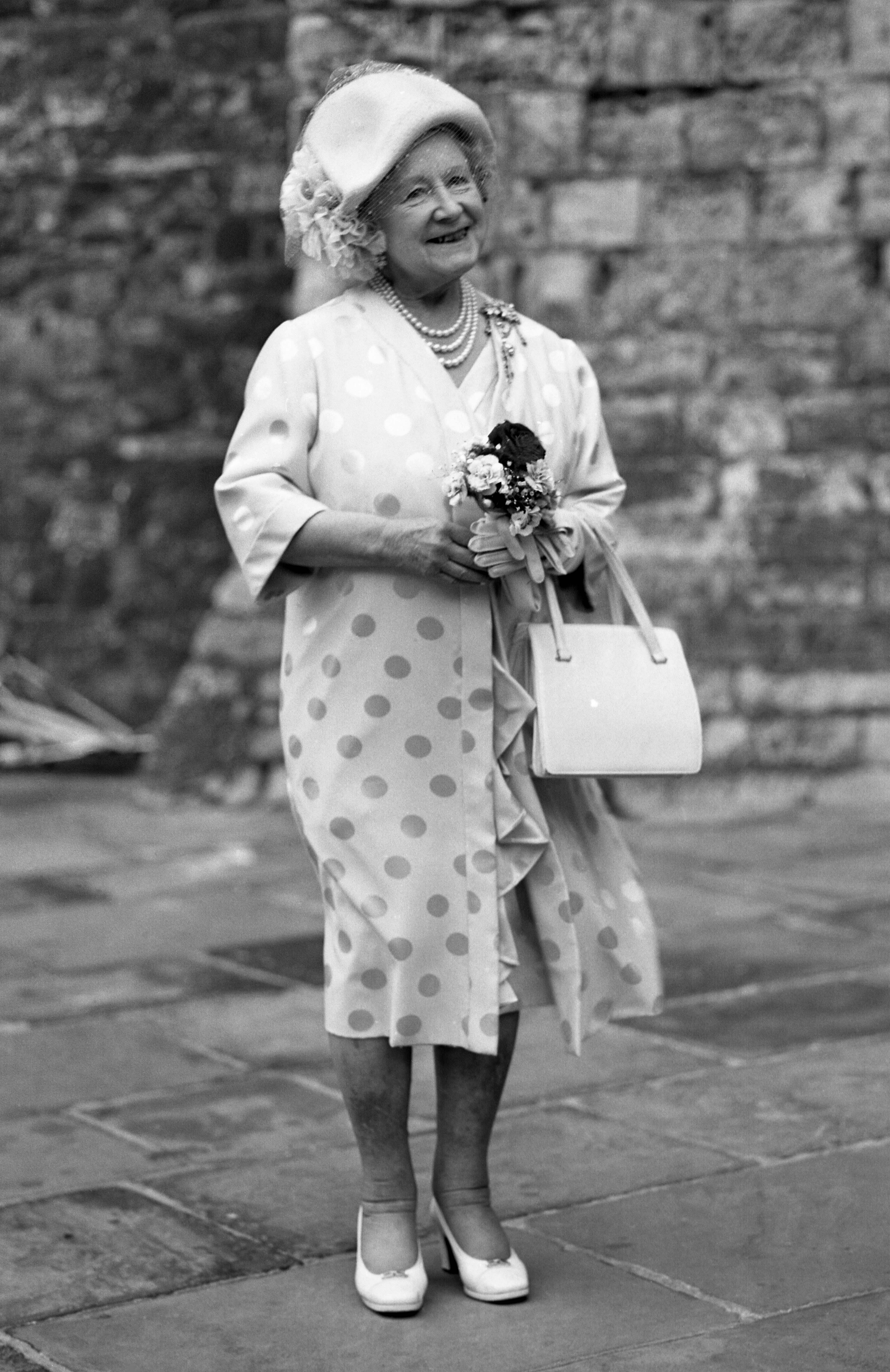
La Regina Madre

Il 6 febbraio 1952 Giorgio VI, da anni forte fumatore e affetto da tumore ai polmoni (oltre che da arteriosclerosi e dalla malattia di Buerger), morì d'infarto. Dal momento che "Regina Elisabetta" sarebbe suonato troppo simile al titolo della figlia, la quale ereditò il trono con il nome di Elisabetta II, Elizabeth Bowes-Lyon divenne the Queen Mother (la Regina Madre).
Rimase molto colpita dalla morte dell'amato marito e si ritirò pertanto in Scozia; tuttavia dopo un incontro con il primo ministro Winston Churchill ruppe il proprio ritiro e tornò a comparire in pubblico, diventando ancora più impegnata che da regina consorte. A luglio del 1953 fece il suo primo viaggio da Regina Madre oltreoceano nella colonia britannica della Rhodesia Meridionale, l'odierno Zimbabwe, visitando Mount Pleasant e l'University College of Rhodesia and Nyasaland, oggi Università di Zimbabwe.

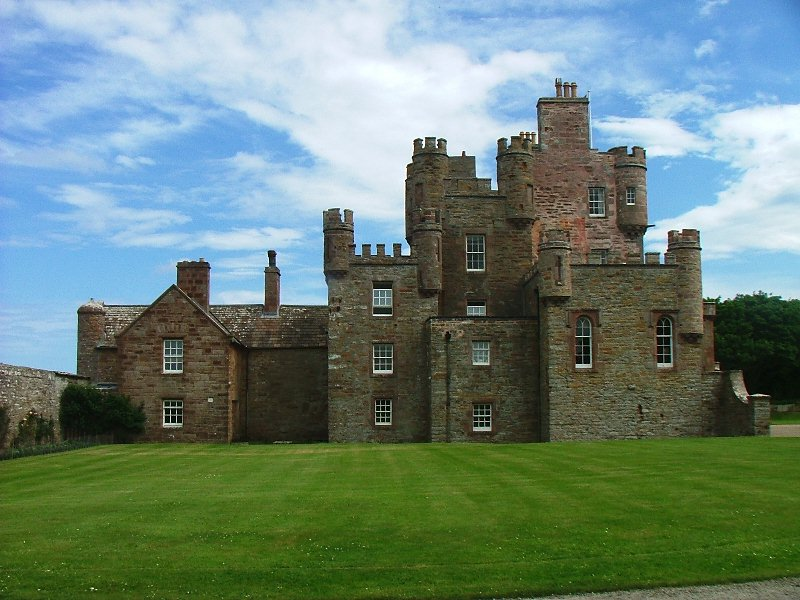
Castello di Mey

La regina madre curò il restauro dell'antico Castello di Mey sulle coste della Scozia, che utilizzava come rifugio dagli obblighi di Stato per tre settimane in agosto e dieci giorni in ottobre ogni anno. Ispirata da Anthony Bingham Mildmay, II Barone Mildmay di Flete, ella sviluppò un grande interesse per le corse dei cavalli che la accompagnò per il resto della sua vita. Vinse con la sua scuderia ben 500 corse. Le divise dei suoi fantini e dei suoi cavalli erano di colore azzurro ma, malgrado le voci, ella non puntò mai denaro sulle corse, preferendo seguirle dalla sua residenza ufficiale di Londra, Clarence House, attraverso un canale televisivo creato appositamente per lei.

### Centenario e ultimi anni

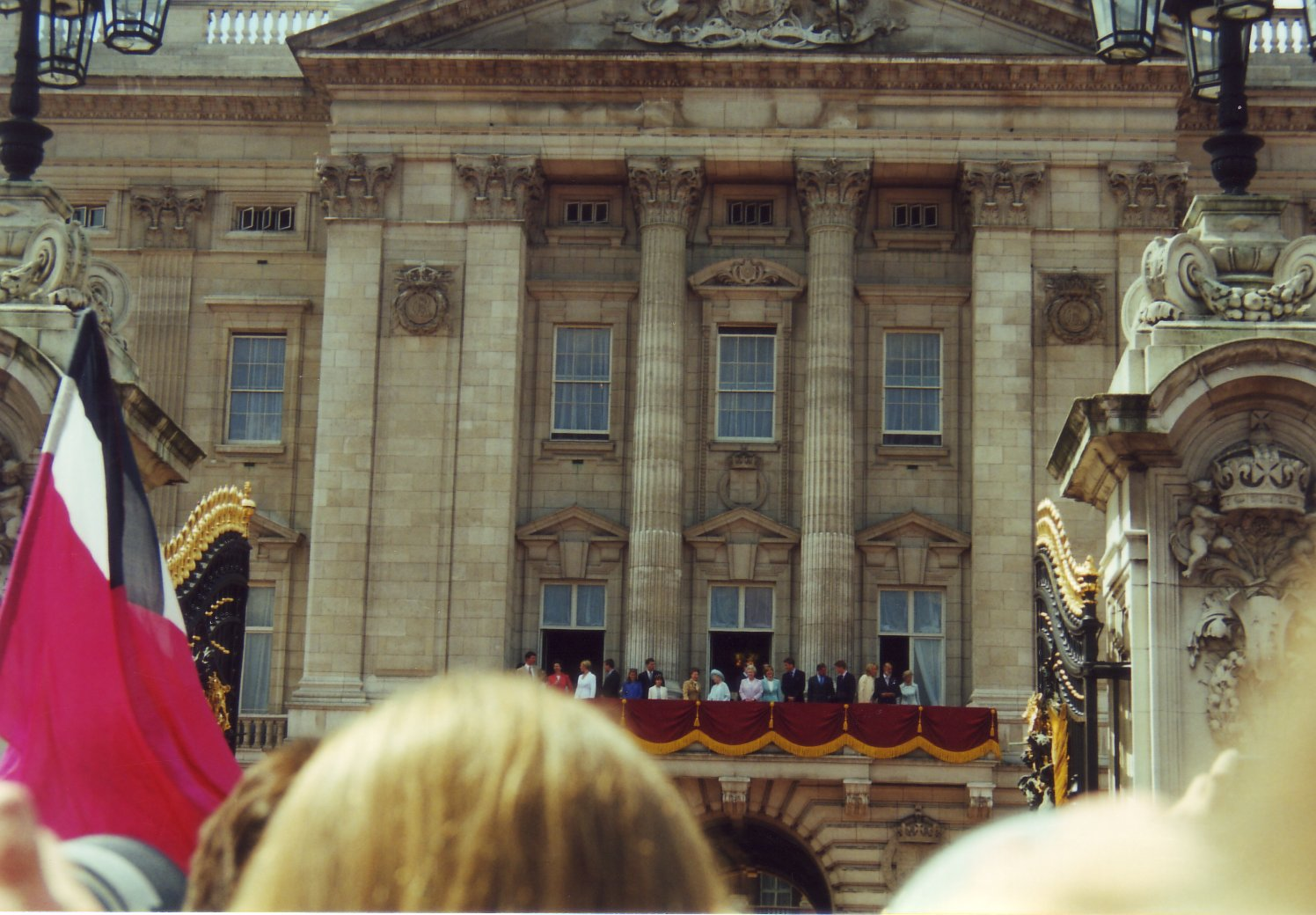
La Regina Madre al balcone di Buckingham Palace con la Famiglia Reale per il suo centenario

Nei suoi ultimi anni, la Regina Madre divenne particolarmente conosciuta nel mondo per la sua longevità.
Il suo centesimo compleanno, celebrato il 4 agosto del 2000, venne festeggiato con una parata grandiosa e con un regalo speciale fattole dalla Royal Bank of Scotland, che pose il suo volto su un'emissione speciale della banconota da 20 sterline. Famoso fu il ricevimento che si tenne in suo onore alla Guildhall di Londra, ove divenne altrettanto famoso l'incidente che coinvolse George Carey, arcivescovo di Canterbury, che tentò per errore di bere dal bicchiere della Regina Madre. La sua ammonizione fu "È mio!", il che causò l'ilarità generale.
A dicembre del 2001 cadde fratturandosi il bacino, ma, malgrado ciò, tenne a presenziare alla cerimonia di suffragio in onore del marito, il 6 febbraio dell'anno successivo, pretendendo di restare in piedi al momento dell'inno nazionale. Solo tre giorni dopo morì la Principessa Margaret, sua seconda figlia. Il 13 febbraio 2002, a Sandringham House, la Regina Madre scivolò da una sedia e cadde nuovamente, rimanendo ferita a un braccio. Malgrado questo volle comunque assistere al funerale di Margaret nella cappella di San Giorgio a Windsor, due giorni dopo.

### Morte

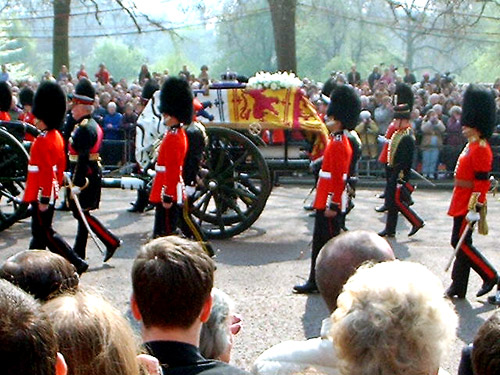
Il carro funebre con la bara della Regina Madre durante la processione pubblica in occasione dei funerali. La bara è drappagiata con il suo stendardo personale

Il 30 marzo 2002, alle 15:15, la Regina Madre morì nel sonno alla Royal Lodge di Windsor, con al fianco la figlia, la regina Elisabetta II. Al momento della sua morte, avvenuta a 101 anni e mezzo di età, deteneva il record di membro più longevo della storia della famiglia reale britannica, record che le fu però strappato il 24 luglio 2003 dall'ultima sua cognata, la principessa Alice, duchessa di Gloucester, che morì all’età di quasi 103 anni, a ottobre del 2004.
Elisabetta era un'appassionata di camelie e amava coltivarle in tutti i suoi giardini; pertanto, quando la salma venne trasportata da Windsor a Londra, sulla sommità della sua bara vennero poste delle camelie provenienti dai suoi giardini. Più di 200.000 persone in tre giorni presenziarono alle celebrazioni funebri in suo onore, rendendole omaggio nella Westminster Hall del Palazzo di Westminster. Intorno al catafalco montarono la guardia i maggiori ordini cavallereschi britannici e in segno di rispetto verso la beneamata nonna la guardia fu montata anche dai quattro nipoti, i principi Carlo, Andrea ed Edoardo, figli di Elisabetta II, e il conte David, figlio di Margaret, onore concesso fino ad allora solo al re Giorgio V.

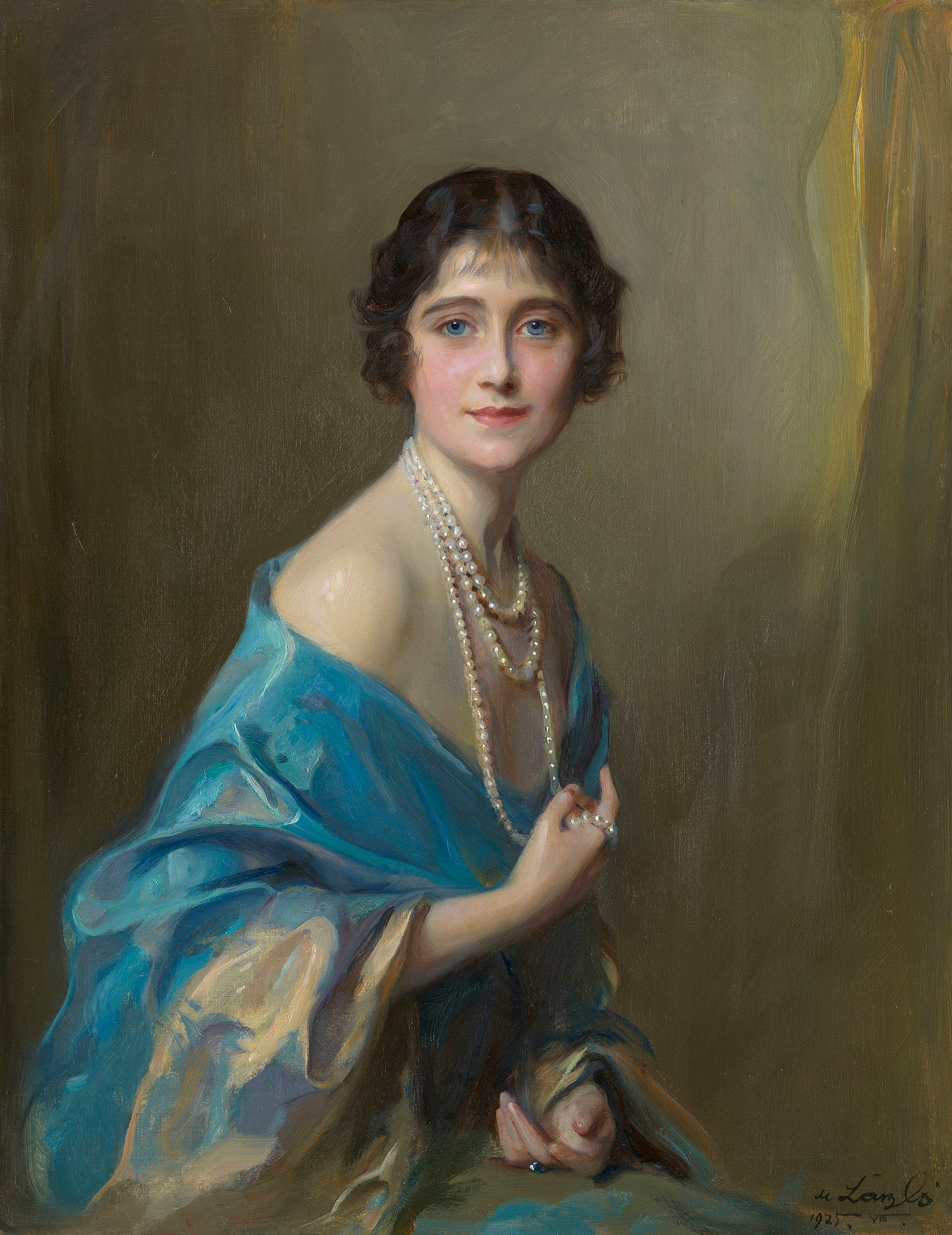
Elizabeth Angela Marguerite Bowes-Lyon ritratta da Philip de László nel 1925

Il giorno del suo funerale, il 9 aprile, più di un milione di persone affollarono l'Abbazia di Westminster e l'area circostante.
La Regina Madre è sepolta vicino al consorte e alla figlia Margaret nella Cappella Memoriale del re Giorgio VI situata nella Navata Nord della Cappella di San Giorgio nel Castello di Windsor. Dopo la morte di Elisabetta II nel 2022, quest'ultima e il marito Filippo (deceduto l'anno precedente) sono stati sepolti accanto a Giorgio VI e alla stessa Regina Madre.

## Discendenza
Elisabetta e Giorgio VI del Regno Unito ebbero due figlie:
- la regina Elisabetta (Elizabeth Alexandra Mary, nata il 21 aprile 1926 e morta l'8 settembre 2022); dal suo matrimonio con Filippo di Edimburgo ha avuto quattro figli.
- la principessa Margaret (Margaret Rose, nata il 21 agosto 1930 e morta il 9 febbraio 2002); dal suo matrimonio con Antony Armstrong-Jones, I conte di Snowdon, sono nati due figli.

## Ascendenza
|                                 |                                 |                                       | Genitori                                |  |  | Nonni |  |  | Bisnonni                              |  |  | Trisnonni              |  |
|                                 |                                 |                                       |                                         |  |  |       |  |  | Thomas George Lyon-Bowes, Lord Glamis |  |  | Lord Thomas Bowes-Lyon |  |
|                                 |                                 |                                       |                                         |  |  |       |  |  | Thomas George Lyon-Bowes, Lord Glamis |  |  | Lord Thomas Bowes-Lyon |  |
|                                 |                                 | Mary Elizabeth Louisa Carpenter       |                                         |  |  |       |  |  | Thomas George Lyon-Bowes, Lord Glamis |  |  |                        |  |
| Lord Claude Bowes-Lyon          |                                 |                                       |                                         |  |  |       |  |  | Thomas George Lyon-Bowes, Lord Glamis |  |  |                        |  |
|                                 |                                 | Charlotte Grimstead                   | Joseph Valentine Grimstead              |  |  |       |  |  |                                       |  |  |                        |  |
|                                 |                                 | Charlotte Grimstead                   | Joseph Valentine Grimstead              |  |  |       |  |  |                                       |  |  |                        |  |
|                                 |                                 | Charlotte Grimstead                   | Charlotte Jane Sarah Walsh              |  |  |       |  |  |                                       |  |  |                        |  |
| Lord Claude Bowes-Lyon          |                                 | Charlotte Grimstead                   |                                         |  |  |       |  |  |                                       |  |  |                        |  |
|                                 |                                 | Oswald Smith                          | George Smith                            |  |  |       |  |  |                                       |  |  |                        |  |
|                                 |                                 | Oswald Smith                          | George Smith                            |  |  |       |  |  |                                       |  |  |                        |  |
|                                 |                                 | Oswald Smith                          | Frances Mary Mosley                     |  |  |       |  |  |                                       |  |  |                        |  |
| Frances Dora Smith              |                                 | Oswald Smith                          |                                         |  |  |       |  |  |                                       |  |  |                        |  |
|                                 |                                 | Henrietta Mildred Hodgson             | Rev. Robert Hodgson                     |  |  |       |  |  |                                       |  |  |                        |  |
|                                 |                                 | Henrietta Mildred Hodgson             | Rev. Robert Hodgson                     |  |  |       |  |  |                                       |  |  |                        |  |
|                                 |                                 | Henrietta Mildred Hodgson             | Mary Tucker                             |  |  |       |  |  |                                       |  |  |                        |  |
| Elizabeth Bowes-Lyon            |                                 | Henrietta Mildred Hodgson             |                                         |  |  |       |  |  |                                       |  |  |                        |  |
|                                 | Lord Charles Cavendish-Bentinck | Lord William Henry Cavendish-Bentinck |                                         |  |  |       |  |  |                                       |  |  |                        |  |
|                                 | Lord Charles Cavendish-Bentinck | Lord William Henry Cavendish-Bentinck |                                         |  |  |       |  |  |                                       |  |  |                        |  |
|                                 | Lord Charles Cavendish-Bentinck | Dorothy Cavendish                     |                                         |  |  |       |  |  |                                       |  |  |                        |  |
| Rev. Charles Cavendish-Bentinck | Lord Charles Cavendish-Bentinck |                                       |                                         |  |  |       |  |  |                                       |  |  |                        |  |
|                                 |                                 | Lady Anne Wellesly                    | Richard Wellesley, I marchese Wellesley |  |  |       |  |  |                                       |  |  |                        |  |
|                                 |                                 | Lady Anne Wellesly                    | Richard Wellesley, I marchese Wellesley |  |  |       |  |  |                                       |  |  |                        |  |
|                                 |                                 | Lady Anne Wellesly                    | Hyacinthe-Gabrielle Roland              |  |  |       |  |  |                                       |  |  |                        |  |
| Lady Cecilia Cavendish-Bentinck |                                 | Lady Anne Wellesly                    |                                         |  |  |       |  |  |                                       |  |  |                        |  |
|                                 |                                 | Edwyn Burnaby                         | Edwyn Andrew Burnaby                    |  |  |       |  |  |                                       |  |  |                        |  |
|                                 |                                 | Edwyn Burnaby                         | Edwyn Andrew Burnaby                    |  |  |       |  |  |                                       |  |  |                        |  |
|                                 |                                 | Edwyn Burnaby                         | Mary Browne                             |  |  |       |  |  |                                       |  |  |                        |  |
| Louisa Burnaby                  |                                 | Edwyn Burnaby                         |                                         |  |  |       |  |  |                                       |  |  |                        |  |
|                                 |                                 | Anne Caroline Salisbury               | Thomas Salisbury                        |  |  |       |  |  |                                       |  |  |                        |  |
|                                 |                                 | Anne Caroline Salisbury               | Thomas Salisbury                        |  |  |       |  |  |                                       |  |  |                        |  |
|                                 |                                 | Anne Caroline Salisbury               | Frances Webb                            |  |  |       |  |  |                                       |  |  |                        |  |
|                                 |                                 | Anne Caroline Salisbury               |                                         |  |  |       |  |  |                                       |  |  |                        |  |

## Nella cultura di massa
- Nel film Il discorso del re (2010) è interpretata da Helena Bonham-Carter.
- Nel film W.E. - Edward e Wallis (2011) è interpretata da Natalie Dormer.
- Nel film A Royal Weekend (2012) è interpretata da Olivia Colman.
- Nel film Una notte con la regina (2015) è interpretata da Emily Watson.
- Nella serie televisiva The Crown è interpretata da Victoria Hamilton (Stagioni 1-2), Marion Bailey (Stagioni 3-4), Marcia Warren (Stagioni 5-6)

## Onorificenze

Stendardo personale della regina Elisabetta.

Il monogramma personale della regina Elisabetta.

Il monogramma personale della regina Elisabetta e del re Giorgio VI del Regno Unito.